# Янка Чарапук
Янка Чарапук (Іван Антонович Чарапук, псевд. Янка Змагар; 12 (24) серпня 1896, с. Новий Двір, Сокульський повіт, Гродненська губернія, нині Підляське воєводство, Польща - 16 листопада 1957, Чикаго, США)  — білоруський політик доби БНР, журналіст, дипломат. Співробітник Міністерства закордонних справ УНР, член Білоруської ради в Україні, ініціатор створення Партії Білоруських Незалежних Революціонерів (ПБНР). 

## Біографія

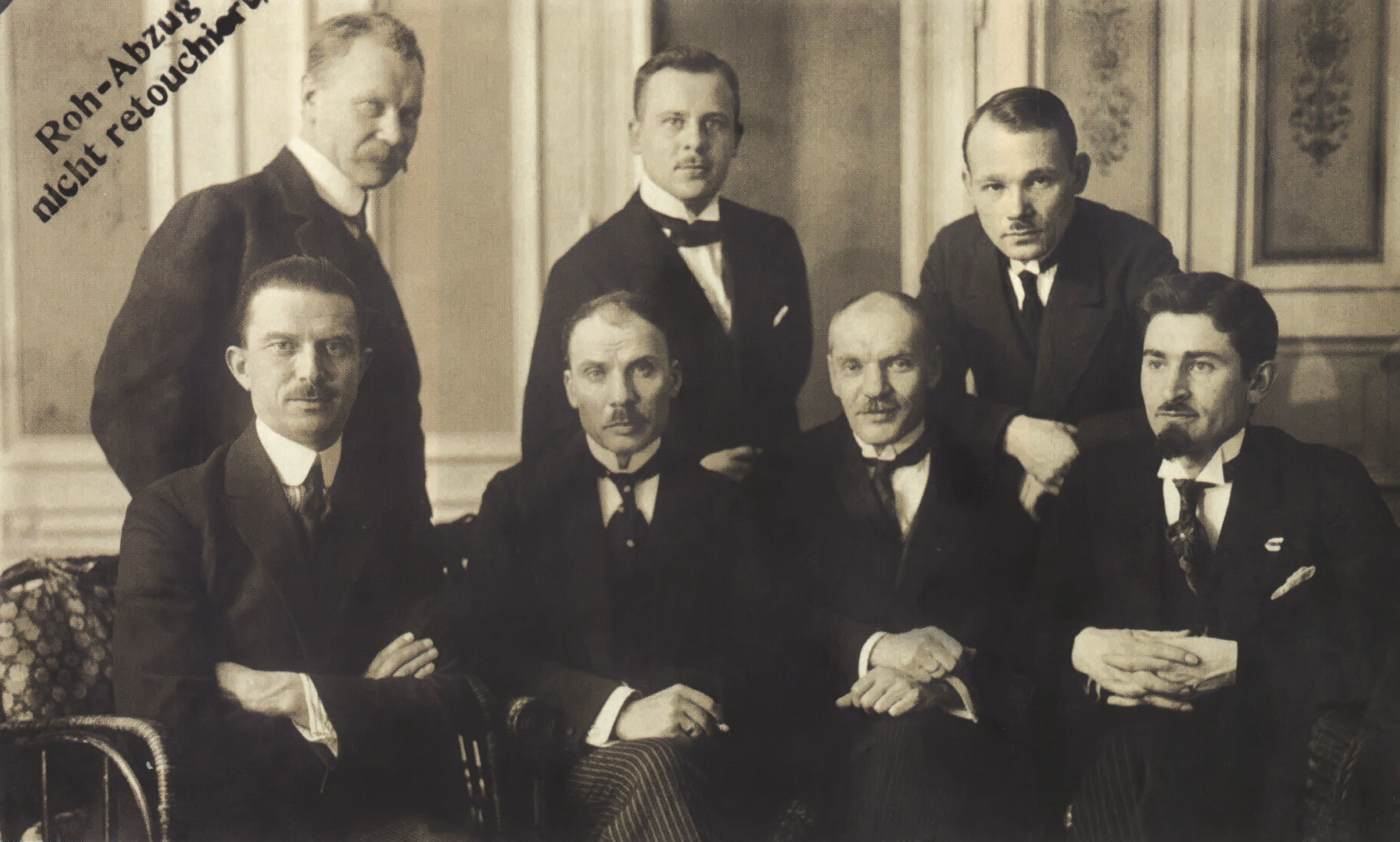
Керівники білоруських представництв i місій у європейських країнах. Сидять (зліва направо): Євген Ладнов, Василь Захарка, Микола Вершинін, Леонард Заяц; стоять: Леон Вітан-Дубейковський, Янка Чарапук, Юхим Белевич. Жовтень 1919 р. (БДАМЛіМ).

Закінчив приватну чоловічу гімназію Відемана в Петербурзі (1914 г.), навчався на юридичному факультеті Петербурзького університету. Після Лютневої революції 1917 ініціатор створення в Петербурзі громадської культурно-просвітницької організації «Вільні білоруси», співпрацював з українськими національними діячами, секретар петербурзького представництва (місії) Української центральної ради. Пізніше в Києві, співробітник Міністерства закордонних справ УНР, член Білоруської ради на Україні, ініціатор створення партії білоруських незалежних революціонерів. 
З кінця 1918 на Гродненщині, член БПС-Р. Учасник Білоруського з'їзду Віленщини і Гродненщини (липень 1919), секретар Центральної білоруської ради Віленщини і Гродненщини. 
Друкувався в газетах «Білорусь» і «Рідний край» (Гродно), «Наша думка». 3 кінця 1919 в Ризі, секретар Військово-дипломатичної місії БНР в Латвії та Естонії, член Білоруської колонії в Латвії, одночасно дипломат. кур'єр при уряді БНР на чолі з А. Луцкевичем. 
У грудні 1919 кооптований до складу Ради БНР, після її політичного розколу прихильник уряду В. Ластовського. 21.12.1919 під час транзитного проїзду з Берліна до Латвії заарештований литовською владою і на місяць посаджений до в'язниці. Як уповноважений представник БПС-Р і представник уряду БНР брав участь у конференції білоруських соціалістичних партій (квітень 1920) і конференції білоруських державних і громадських діячів (червень 1920) в Ризі. У серпні 1920 очолював делегацію БНР на міждержавній конференції балтійських держав. У 1921 призначений секретарем Дипломатичної місії БНР в Каунасі. У лютому 1921 на Каунаській нараді представників БПС-Р увійшов до ініціативної «трійки» зі створення Закордонного комітету партії. 
Учасник Першої Всебілоруської конференції в Празі (1921). 
3 1922 року в еміграції в Америці, жив уЧикаго, де працював у деревообробній компанії. Ініціатор створення Білоруського народного комітету в штаті Іллінойс (пізніше Білоруський народний союз), один з творців Білорусько-Американського національного клубу. Підтримував тісні зв'язки з В. Ластовським і К. Душевським в Каунасі, Т. Грибом в Празі, з громадськими та молодіжними організаціями Західної Білорусії і Чехословаччини, збирав гроші для матеріальної підтримки білоруського студентства та шкільництва Західної Білорусі. У 1935 ініціював створення Білорусько-Американського громадянського об'єднання. У жовтні 1941 один з організаторів Білорусько-Американської національної ради, яка ставила за мету благодійну допомогу жертвам війни в Білорусі (існувала до середини 1990-х р). Входив до міжнародної католицької організації «Лицарі Колумба» (мав вищу 4-у лицарську ступінь). У повоєнний час брав участь у суспільно-політичному житті білоруської діаспори США. 
Син Андрей Чарапук загинув у Кореї у складі експедиційного корпусу США (1950). 